# 장마르크 발레
장마르크 발레(프랑스어: Jean-Marc Vallée, 1963년 3월 9일~2021년 12월 26일)는 캐나다의 영화 감독, 각본가, 편집자이다. 퀘벡주 출신으로 몬트리올 퀘벡 주립 대학교에서 영화를 전공한 후, 《Stéréotypes》 (1991), 《Les Fleurs magiques》(1995), 《Mots magiques》(1998) 등의 극찬을 받은 단편 영화를 찍었다.
데뷔작인 《블랙 리스트》로 지니상에서 감독상과 편집상을 포함해 총 9개 부문 후보에 올랐다. 그의 4번째 연출작인 《크.레.이.지》(2005)는 비평적인 칭찬과 함께 상업적으로도 성공을 거뒀다. 발레의 다음 작품인 《영 빅토리아》(2009)는 좋은 평가를 얻었고 아카데미 시상식에서 3개 부문 후보에 올랐으며, 그의 6번째 작품인 《카페 드 플로르》(2011)는 제32회 지니상에서 최다 부문 후보에 올랐다. 발레의 다음 작품 《달라스 바이어스 클럽》은 2013년에 개봉되어 비평적인 극찬을 받았고 아카데미 시상식에서 편집상 부문 후보에 오르기도 하였다.

## 작품 목록

### 영화
| 연도 | 제목                      | 연출 | 각본 | 제작 | 편집 | 비고 |
| ---- | ------------------------- | ---- | ---- | ---- | ---- | ---- |
| 1991 | Stéréotypes(영어)         | Yes  | No   | No   | Yes  | 단편 |
| 1995 | Les Fleurs magiques(영어) | Yes  | Yes  | No   | Yes  | 단편 |
| 1995 | 블랙 리스트(영어)         | Yes  | No   | No   | Yes  |      |
| 1998 | Les Mots magiques(영어)   | Yes  | Yes  | No   | No   | 단편 |
| 1999 | 루저 러브(영어)           | Yes  | No   | No   | Yes  |      |
| 2005 | 크.레.이.지               | Yes  | Yes  | Yes  | No   |      |
| 2009 | 영 빅토리아               | Yes  | No   | No   | No   |      |
| 2011 | 카페 드 플로르            | Yes  | Yes  | Yes  | Yes  |      |
| 2013 | 달라스 바이어스 클럽      | Yes  | No   | No   | Yes  |      |
| 2014 | 와일드                    | Yes  | No   | No   | Yes  |      |
| 2015 | 데몰리션                  | Yes  | No   | No   | Yes  |      |

### 텔레비전
| 연도    | 제목           | 연출 | 총괄 제작 | 편집 | 비고          |
| ------- | -------------- | ---- | --------- | ---- | ------------- |
| 2017-19 | 빅 리틀 라이즈 | Yes  | Yes       | Yes  | 시즌 1만 연출 |
| 2018    | 몸을 긋는 소녀 | Yes  | Yes       | Yes  | 8회분         |